# ATTAC
Attac (association pour une taxation des transactions financières pour l'aide aux citoyens, dt. „Udruga za oporezivanje financijskih transakcija za dobrobit građana“) je mreža kritičara globalizacije, koja je nastala 3 lipnja 1998. u Francuskoj kao nevladina organizacija.
Prema vlastitim podatcima ATTAC ima 90.000 članova diljem svijeta, a posluje u 50 zemalja.

## Vanjske poveznice
- Attac International  Arhivirana inačica izvorne stranice od 25. ožujka 2009. (Wayback Machine)